# Wait for Me (album de Moby)
Pour les articles homonymes, voir Wait for Me.
Albums de Moby
Last Night
(2008) Destroyed
Wait for Me est le 9e album de Moby, paru le 30 juin 2009.

## Wait For Me: CD1
| No  | Titre                        | Durée |
| --- | ---------------------------- | ----- |
| 1.  | Division                     | 1:56  |
| 2.  | Pale Horses                  | 3:37  |
| 3.  | Shot in the Back of the Head | 3:15  |
| 4.  | Study War                    | 4:18  |
| 5.  | Walk with Me                 | 4:01  |
| 6.  | Stock Radio                  | 0:55  |
| 7.  | Mistake                      | 3:47  |
| 8.  | Scream Pilots                | 2:48  |
| 9.  | JLTF-1                       | 1:27  |
| 10. | JLTF                         | 4:40  |
| 11. | A Seated Night               | 3:23  |
| 12. | Wait for Me                  | 4:13  |
| 13. | Hope is Gone                 | 3:31  |
| 14. | Ghost Return                 | 2:38  |
| 15. | Slow Light                   | 4:00  |
| 16. | Isolate                      | 3:28  |

### Édition Deluxe
| No  | Titre                    | Durée |
| --- | ------------------------ | ----- |
| 17. | One Time We Lived        | 4:18  |
| 18. | Stay Down                | 7:03  |
| 19. | Mistake (French Version) | 3:45  |

## Wait For Me: CD2: Ambient (Édition Deluxe)
| No  | Titre                        | Durée |
| --- | ---------------------------- | ----- |
| 1.  | A Seated Night               | 3:55  |
| 2.  | Study War                    | 4:29  |
| 3.  | Pale Horses                  | 4:54  |
| 4.  | Stay Down                    | 6:36  |
| 5.  | Hope Is Gone                 | 3:07  |
| 6.  | Wait For Me                  | 4:24  |
| 7.  | Division                     | 1:37  |
| 8.  | Mistake                      | 3:36  |
| 9.  | Walk With Me                 | 2:57  |
| 10. | Isolate                      | 3:07  |
| 11. | Shot In The Back Of The Head | 3:15  |
| 12. | Slow Light 1                 | 3:03  |
| 13. | Ghost Return                 | 3:30  |
| 14. | Scream Pilots                | 7:48  |
| 15. | JLTF 3                       | 4:19  |
| 16. | Slow Light 2                 | 3:08  |

## Wait For Me: DVD (Édition Deluxe)

### Live At Hurricane
| No | Titre         | Durée |
| -- | ------------- | ----- |
| 1. | Raining Again |       |
| 2. | Bodyrock      |       |
| 3. | Pale Horses   |       |
| 4. | Sith Both     |       |
| 5. | Mistake       |       |

### Live At Sonne Mond Sterne
| No | Titre                                     | Durée |
| -- | ----------------------------------------- | ----- |
| 1. | We Are All Made Of Stars (Trance Version) |       |
| 2. | Feeling So Real                           |       |

### Live At Exit
| No | Titre      | Durée |
| -- | ---------- | ----- |
| 1. | Go         |       |
| 2. | Lift Me Up |       |

### Live At Main Square
| No | Titre        | Durée |
| -- | ------------ | ----- |
| 1. | Walk With Me |       |

### Vidéos Musiques
| No | Titre                           | Durée |
| -- | ------------------------------- | ----- |
| 1. | Shot In The Back Of The Head    |       |
| 2. | Pale Horses                     |       |
| 3. | Mistake (UFO)                   |       |
| 4. | Mistake (Animated)              |       |
| 5. | Mistake (Stop Motion Animation) |       |